# Липецкий троллейбус
Ли́пецкий тролле́йбус — закрытая троллейбусная система города Липецка, работавшая с 1972 по 2017 год. Ежедневный выпуск на линию составлял около 21 троллейбуса на 5 маршрутов.
14 августа 2017 года стало последним днём работы липецкого троллейбуса. В ночь на 15 августа последний троллейбус заехал в депо.
Троллейбусное хозяйство эксплуатировалось МУП «Липецкпассажиртранс».

## Предыстория
Пробный троллейбус по улицам Липецка прошёл в канун Нового года — 31 декабря 1971 года. Водитель первого липецкого троллейбуса — Валерий Золототрубов — в Липецк приехал из соседнего Воронежа зимой 1971 года специально, чтобы обучить местных шофёров технике управления троллейбусом и впоследствии остался в Липецке. Регулярное движение началось 1 февраля 1972 года. Тогда первый троллейбус ЗиУ-5 вышел на улицы Липецка по маршруту № 3, тогда проходившего от нового 10-го микрорайона, точнее говоря, от троллейбусного депо, до железнодорожного вокзала. Новый вид транспорта привлек внимание горожан удобством и скоростью, и троллейбусная сеть стала расширяться.

## История

### 1970-е годы
В 1971 году открылось троллейбусное депо на 100 машин в 10-м микрорайоне.
Первая линия прошла от 10-го микрорайона через вокзал по улице Терешковой и проспекту Победы до Кольцевой площади. Маршрут № 1 соединил вокзал и 10 микрорайон.
В сентябре 1972 года построили линию от Кольцевой до 10-й школы на Тракторном. Запущен маршрут «10 мкрн. — 10 школа». Тогда же строится линия от 10 школы до пл. Мира. Вводится маршрут «10 мкрн. — пл. Мира».
В августе 1975 года линия прошла по улицам Космонавтов, Гагарина до площади Плеханова. В начале 1978 года — от площади Плеханова по Сапёрному спуску, Октябрьской улице, мосту № 1 (Петровскому мосту) до Лесной улицы. В конце 1978 года — от Лесной улицы до азотно-тукового производства (АТП), а в 1979 году — от АТП до Тракторного.

### 1980-е годы
В 1980-х годах каких-либо существенных изменений в работе троллейбусного движения не происходило, лишь открывались новые маршруты, число которых в те времена достигло пикового значения — 13.

### Конец 1980-х — 1990-е годы
В конце 1980-х было начато строительство второго троллейбусного депо — на Сырском Руднике. Тогда планировалось пустить троллейбусную линию до Сырского Рудника через тогда ещё относительно новый, 19-й микрорайон по улице Московской. Однако в связи с распадом СССР и общим упадком производства, второе депо так и не было достроено (строительство было заморожено на неопределенное время, само депо было построено примерно на 75%, ныне здание принадлежит ОАО «Прогресс», а ещё раньше в здании депо размещался Липецкий завод строительных конструкций).
К 1990 году троллейбусный парк был сильно изношен, в связи с чем постепенно были закрыты маршруты № 4, 6, 9 и 10.
В 1992 году были закуплены новые троллейбусы производства ЗИУ, которые предполагались для так и не построенного второго депо, в итоге машинами был обновлён троллейбусный парк первого депо. Закрытые маршруты так и не были восстановлены.
В том же году была пущена в эксплуатацию троллейбусная линия по улице Московской до Технического университета, и до последнего были продлены маршруты № 3 и 5. Контактная сеть от ж/д вокзала до остановки «Ул. Титова» была демонтирована, так как она после закрытия части маршрутов стала незадействована.
В середине 1990-х закрывается маршрут № 8. Троллейбусная линия от ж/д вокзала до площади Авиаторов по улице Гагарина до 2003 года стала незадействованной.

### 2000-е годы
В 2000 году открыт временный маршрут № 4 (Площадь Мира — ЛТЗ), который к 2002 году был переименован в № 7к.
Начиная с 2002 года в Липецке троллейбусами стали замещать трамвайное сообщение. В 2003 году открыта троллейбусная линия на Сокол взамен снятой трамвайной, пущен регулярный маршрут № 4, проходивший от 10-го микрорайона до Сокола. Троллейбусы маршрута № 5 по вечерам стали заезжать по направлению к площади Петра Великого через ж/д вокзал.
В конце 2003 года закрыт троллейбусный маршрут № 3, а маршрут № 4 продлен до Технического университета.
В 2004 году взамен снятой трамвайной линии открыта троллейбусная на улице Неделина. В этом же году открыто движение троллейбусов по улице Катукова, построено троллейбусное кольцо у площади Металлургов. Это позволило ввести маршруты № 6, 8 и 9 взамен отмены № 5 и 7к. Маршрут № 9 стал повторять по трассе прохождения ликвидированный в 90-х годах маршрут № 8. Также городской администрацией реализовано брендирование троллейбусной техники и всего муниципального транспорта в единую цветовую схему (жёлтый и зелёный).
Общая длина маршрутов составила 80 км.
В 2005 году маршрут № 8 продлен до площади Металлургов, а его прежнюю версию переименовали в № 8к (через некоторое время этот маршрут окончательно закрыли).
В 2011 году закрыт маршрут № 11, маршрут № 8 переведен из регулярного в сезонный, взамен открыт новый маршрут № 3, связавший Сокол с площадью Металлургов.
В октябре 2012 года маршрут № 3 закрыли и заменили автобусом № 33.
В ноябре 2012 года закрыт маршрут № 4 и троллейбусная линия на Сокол окончательно осталась без маршрутного движения. Одновременно с этим маршрут № 9 продлен до Технического университета. Также сокращается ежедневный выпуск троллейбусов с 65 до 49 единиц ввиду технических неисправностей подвижного состава.

В часы-пик неоднократно прерывалась подача напряжения на контактную сеть, и троллейбусы останавливались. Естественно, это вызывало возмущение пассажиров. Целых три месяца у нас были проблемы с токосъемными щечками, которые отламывались почти сразу после замены, рвали троллеры. Из сотни троллейбусов сегодня на маршруты выходят 65 по причине технической неисправности остальных. А с ноября, когда мы перейдем на зимнее расписание, на маршруты будут выходить всего 49 машин. А у наших слесарей зарплата – 10 тысяч. Какой же мужик будет работать за такие деньги?— Нина Глазырина, водитель троллейбуса
В 2012 году в городе принята «Концепция развития городского пассажирского транспорта на период 2012—2016 годов», предусматривающая замену троллейбусного движения на автобусные перевозки в 2012—2013 годах.
С 27 октября 2013 года троллейбусные маршруты № 6 и 7 отменены. Отменённые троллейбусные маршруты заменены муниципальным автобусным маршрутом № 20, и коммерческим автобусным маршрутом № 379. Также окончательно заменён троллейбусный маршрут № 8 на аналогичный автобусный. Троллейбусная контактная сеть по улице Катукова, 9 Мая, в районе Металлургов стала незадействована.
С 13 апреля 2015 года работа троллейбусного маршрута № 7 возобновлялась на период летнего расписания с ежедневным выпуском не более 5 единиц.
15 июня 2017 года в город прибыли автобусы, предназначенные для замены троллейбусов.
14 августа 2017 года стало последним днём работы Липецкой троллейбусной системы. В тот же день были закрыты последние маршруты №№ 1, 2, 7, 9, 12.

## Нереализованные планы
- В 1960-х годах планировалось проложить троллейбусную линию к посёлку завода «Центролит» — Сырскому.
- В 1970-х годах по улице Зои Космодемьянской и Грязинскому шоссе намечалось пустить троллейбус до Казинки.
- В конце 80-х — начале 90-х планировался запуск троллейбуса на Сырской Рудник с запуском второго депо. Опоры поставлены не были, а недостроенное депо позднее принадлежало разным организациям.
- В 1990 попытка построить троллейбусную линию на доменную печь № 6 — монтаж КС по ул. Волгоградской, снята в 1994 году.
- В 2006 планировалось пустить троллейбус от вокзала до КТЗ.

## Официальная организация
Эксплуатацию троллейбусной сети осуществляло МУП «Липецкпассажиртранс». Единственное троллейбусное депо располагалось в 10-м микрорайоне и было специально построено в конце 1960-х годов для обслуживания троллейбусов. Адрес троллейбусного депо: 398035, г. Липецк, Елецкое шоссе, д. 3.

## Маршруты
По состоянию на март 2016 года в Липецке действовало 5 троллейбусных маршрутов:
- № 1 — Железнодорожный вокзал — ул. Терешковой — пл. Победы — просп. Победы — Октябрьский мост — Краснозаводская ул. — Краснознамённая улица — Коммунистическая улица (обратно: ул. Жуковского — Краснозаводская ул.) — пл. Клименкова.

Начало движения: 5:30. Окончание движения: 1:10. Длина маршрута: 11,7 км. Время движения: 40–45 мин.
- № 2 — кольцевой: Ул. Вермишева — ул. Космонавтов — ул. Терешковой — пл. Победы — просп. Победы — ул. Водопьянова — ул. Берзина — Ул. Вермишева.

Начало движения: 6:30. Окончание движения: 23:00. Длина маршрута: 8,9 км. Время движения: 34–37 мин.
- № 7 — 10-й микрорайон — ул. Космонавтов — ул. Гагарина — ул. Плеханова — пл. Театральная — ул. Фрунзе — Октябрьская ул. (обратно: ул. Карла Маркса — пл. Революции) — Петровский мост — пр. Мира — ул. 9-го Мая — Лесная ул. — ул. Металлургов — Краснозаводская ул. — Краснознамённая улица — Коммунистическая улица (обратно: ул. Жуковского — Краснозаводская ул.) — Пл. Клименкова.

Начало движения: 5:15. Окончание движения: 1:45. Длина маршрута: 18,1 км. Время движения: 70–75 мин.
- №9 — пл. Петра Великого — пл. Театральная — ул. Плеханова — ул. Гагарина — ул. Терешковой — пл. Победы — просп. Победы — ул. Водопьянова — ул. Берзина — ул. Космонавтов — Московская ул. — Технический университет

Начало движения: 6:30. Окончание движения: 0:30. Длина маршрута: 13,0 км. Время движения: 47–50 мин.
- № 12 — Железнодорожный вокзал — ул. Терешковой — ул. Космонавтов — ул. Берзина — ул. Водопьянова — просп. Победы — Октябрьский мост — Краснозаводская ул. — Краснознамённая улица — Коммунистическая улица (обратно: ул. Жуковского — Краснозаводская ул.) — пл. Клименкова.

Начало движения: 5:30. Окончание движения: 1:10. Длина маршрута: 12,8 км. Время движения: 45–47 мин.
До 14 августа 2017 года включительно работали маршруты № 1, 2, 7, 9, 12.

## Подвижной состав
На 2017 год Липецке эксплуатировались троллейбусы моделей:
| Модель       | Кол-во | Номера                                                                             |
| ------------ | ------ | ---------------------------------------------------------------------------------- |
| ЗиУ-682      | 16     | 001,004,006,018,019,022,024,027,098,101,108,109,111-113,118,                       |
| АКСМ-101     | 3      | 005, 016, 017                                                                      |
| ВМЗ-5298     | 11     | 031, 050,051, 054—059, 063                                                         |
| БТЗ-5276-04  | 25     | 010, 023, 026, 028, 030, 032—041, 043, 045, 048, 062, 064, 066, 067, 071, 072, 107 |
| ВЗТМ-5284    | 16     | 121-132, 134-137                                                                   |
| ЗиУ-682Г-016 | 7      | 008, 025, 138-142                                                                  |

В 2018 году 7 троллейбусов Зиу-682Г-016, 15 троллейбусов ВЗТМ-5284 были проданы в Таганрог.

## Перспективы
В рамках действующей на момент написания статьи «Концепции развития городского пассажирского транспорта» в Липецке не планируется в ближайшем будущем возобновление перевозок троллейбусами. В 2019 году демонтировали остатки контактной сети.

## Транспортная система
В период работы в Липецке троллейбуса с 29 декабря 2009 года во всех троллейбусах действовала автоматизированная система оплаты проезда с использованием пластиковой карты «Липецк транспорт».
Стоимость проезда в последний год работы составляла 17 рублей (за наличный расчёт — днём) и 20 рублей с 20:00 и до окончания движения, 14 рублей (по карте).